# William Gomes
William Gomes Carvalho Santos (Aracaju, 15 maart 2006) is een Braziliaans voetballer die bij voorkeur als vleugelspeler speelt. Hij tekende in 2025 voor FC Porto.

## Clubcarrière
Gomes debuteerde op 22 november 2023 voor São Paulo in de Série A. Hij scoorde drie doelpunten in zestien competitieduels voor São Paulo. In februari 2025 tekende hij een vijfjarig contract bij FC Porto, dat negen miljoen euro op tafel legde voor de Braziliaanse vleugelspeler.